# De Deyselhof
De Deyselhof was een restaurant in Landsmeer, Nederland. Het had één Michelinster in de jaren 1974 en 1975. Het restaurant brandde af in de nacht van 2 op 3 augustus 1976 en werd nimmer herbouwd.
Eigenaar van De Deyselhof was John de Boer, die ook optrad als chef-kok in de eerste drie jaren van het bestaan. Later heeft hij een andere chef-kok aangesteld, die ultimo de ster verdiend heeft.
Het restaurant was ten minste van 1971 tot 1975 lid van de Alliance Gastronomique Néerlandaise.
Op de plaats van het vroegere restaurant is nu de straat Deijsselhof.

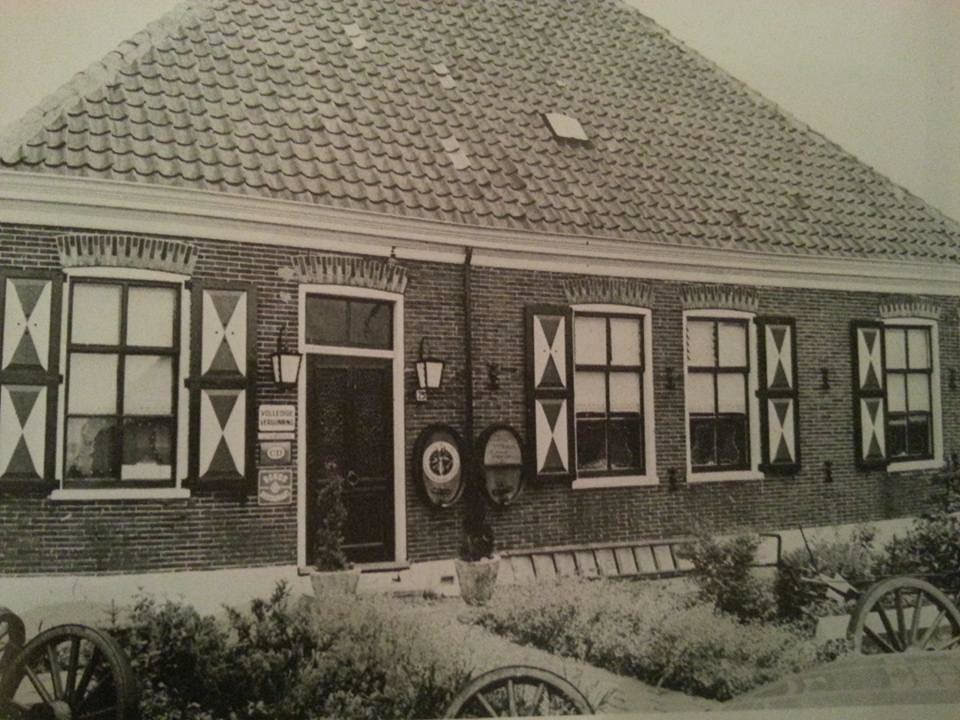
Het restaurant, begin jaren 70.